# 이철민
이철민(1970년 7월 11일 ~)은 대한민국의 배우이다.

## 기본 정보
- 출생 : 1970년 7월 11일 (대구광역시)[2]
- 특기 : 태권도
- 취미 : 낚시, 운동, 영화감상, 애완견기르기

## 학력
- 대륜고등학교
- 서울예술전문대학 연극학과

## 출연작

### 영화
| 연도   | 제목                                                                 | 역할                     |
| ------ | -------------------------------------------------------------------- | ------------------------ |
| 2022년 | 효자                                                                 | 길중 역                  |
| 2019년 | 장사리: 잊혀진 영웅들                                                | 인민군 대장 역           |
| 2019년 | 기방도령                                                             | 대제학 역                |
| 2019년 | 로드킬                                                               | 최오광 역                |
| 2019년 | 일진 3                                                               | 사장님 역                |
| 2018년 | 더 매뉴얼                                                            | 의사 역 (단편 영화)      |
| 2017년 | 역모: 반란의 시대                                                    | 옥사장 역                |
| 2017년 | 대장 김창수                                                          | 도승선 역                |
| 2016년 | 사랑은 없다                                                          | 호중 역                  |
| 2016년 | 터널                                                                 | 장은준 시추장 역         |
| 2015년 | 더 폰                                                                | 손석호 역                |
| 2015년 | 연평해전                                                             | 김혁 소령 역             |
| 2015년 | 위험한 상견례 2                                                      | 택배남 역                |
| 2015년 | 검은손                                                               | 원무과장 역              |
| 2014년 | 우리는 형제입니다 (We Are Brothers)                                  | PD 역                    |
| 2013년 | 가시꽃 (Fatal)                                                       | 김백춘 역                |
| 2013년 | 전설의 주먹 (Fist Of Legend)                                         | 안용철(과거) 역          |
| 2013년 | 청춘정담 (Believe Me)                                                | 여관주인 역              |
| 2012년 | 아부의 왕 (The Suck up project)                                      | 손 실장 역               |
| 2012년 | 범죄와의 전쟁: 나쁜놈들 전성시대 (Nameless Gangster : Rules of Time) | 형배조직원 6 역          |
| 2011년 | Mr. 아이돌 (Mr. Idol)                                                | 치프가이드 역            |
| 2011년 | 고양이: 죽음을 보는 두 개의 눈 (The Cat)                             | 치매 할머니 아들 역      |
| 2011년 | 수상한 고객들 (Three Customer)                                       | 호프집 취객 역           |
| 2011년 | 로맨틱 헤븐 (Romantic Heaven)                                        | 응식 역                  |
| 2010년 | 황해 (The Yellow Sea)                                                | 최성남 역                |
| 2010년 | 퀴즈왕 (Quiz King)                                                   | 대학교수 1 역            |
| 2010년 | 이끼 (Moss)                                                          | 기도원장 역              |
| 2009년 | 시크릿 (Secret)                                                      | 조동철 역                |
| 2009년 | 청담보살 (Fortune Salon)                                             | 인상남 역                |
| 2009년 | 굿모닝 프레지던트 (Good Morning President)                           | 김정호 참모 1(임철진) 역 |
| 2008년 | 아기와 나 (Baby And I)                                               | 파출소 경관 역           |
| 2007년 | 바르게 살자 (Going The By Book)                                      | 조성욱 역                |
| 2007년 | 아들 (My Son)                                                        | 수감자 역                |
| 2007년 | 마파도 2 (Mapado 2)                                                  | 경호실장 역              |
| 2006년 | 태양의 이면 (The Other Side Of The Sun)                              | 사채 역                  |
| 2006년 | 거룩한 계보 (Righteous Ties)                                         | 박문수 역                |
| 2006년 | 공필두 (Detective Mr. Gong)                                          | 곽재구 역                |
| 2006년 | 창공으로 (Blue Sky)                                                  | 이용근 역                |
| 2006년 | 태양의 이면 (The Other Side Of The Sun)                              | 사채 역                  |
| 2005년 | 박수칠 때 떠나라 (The Big Scene)                                     | 해설 역                  |
| 2004년 | 아는 여자 (Someone Special)                                          | 사내 역                  |
| 2004년 | 페이스 (Face)                                                        | 조 형사 역               |
| 2002년 | 보스 상륙 작전 (Boss X File)                                         | 악어 역                  |
| 2002년 | 라이터를 켜라 (Break Out)                                            | 부하 1 역                |
| 2002년 | 묻지마 패밀리 (No Comment Family)                                    | 위의 남편이 부른 경찰 역 |
| 1999년 | 유령 (Phantom, The Submarine)                                        | 531 역                   |
| 1999년 | 간첩 리철진 (The Spy)                                                | 수사요원 1 역            |
| 1998년 | 기막힌 사내들 (The Happenings)                                       | 한가닥 5 역              |
| 1997년 | 파트너 (Partner)                                                     | 지우 친구 역             |
| 1997년 | 크레이지 댄스 (Crazy Dance)                                          |                          |
| 1997년 | 똑바로 살아라 (Do The Right Thing)                                   | 바꿔치기 역              |
| 1996년 | 보스 (Boss)                                                          |                          |
| 1996년 | 투캅스 2 (Two Cops 2)                                                | 정보원 역                |
| 1995년 | 48+1 (Flower Cards)                                                  | 두식 역                  |
| 1995년 | 아빠는 보디가드 (My Father The Bodyguard)                            | 폭주족 역                |
| 1991년 | 개벽 (Fly High Run Far Kae Byok)                                     | 도인들 역                |
| 1991년 | 장군의 아들 2 (The General's Son 2)                                  |                          |

### 드라마
| 방송 년도 | 방송사     | 제목                                  | 역할               | 기타     |
| --------- | ---------- | ------------------------------------- | ------------------ | -------- |
| 2023년    | KBS2       | 고려 거란 전쟁                        | 강민첨             |          |
| 2022년    | tvN        | 멘탈코치 제갈길                       | 박상도             |          |
| 2022년    | SBS        | 왜 오수재인가?                        | 홍석팔             |          |
| 2020년    | tvN        | 철인왕후                              | 한표진 실장/한심옹 |          |
| 2020년    | SBS        | 날아라 개천용                         | 안영권             |          |
| 2020년    | SBS        | 펜트하우스                            | 윤태주             |          |
| 2020년    | 채널A      | 거짓말의 거짓말                       | 황 과장            |          |
| 2019년    | JTBC       | 보좌관 - 세상을 움직이는 사람들 시즌2 | 김형도             |          |
| 2019년    | SBS        | 닥터 탐정                             | 권 실장            |          |
| 2019년    | JTBC       | 보좌관                                | 김형도             |          |
| 2019년    | tvN        | 어비스                                | 박기만             |          |
| 2018년    | SBS        | 사의 찬미                             | 학무국장           |          |
| 2018년    | JTBC       | 뷰티 인사이드                         | 김 이사            |          |
| 2018년    | JTBC       | 미스 함무라비                         | 맹사성             |          |
| 2018년    | SBS        | 착한마녀전                            | 차종철             |          |
| 2017년    | OCN        | 블랙                                  | 오소태             |          |
| 2017년    | MBC        | 밥상 차리는 남자                      | 김진호             |          |
| 2017년    | OCN        | 듀얼                                  | 박유식             |          |
| 2017년    | JTBC       | 힘쎈여자 도봉순                       | 점쟁이             |          |
| 2016년    | SBS        | 낭만닥터 김사부                       | 함승호             |          |
| 2016년    | tvN        | THE K2                                | 박관수 보좌관      |          |
| 2016년    | KBS1       | 임진왜란 1592                         | 이기남             |          |
| 2016년    | SBS        | 미세스 캅 2                           | 박준영 이사        |          |
| 2016년    | OCN        | 동네의 영웅                           | 조봉철             |          |
| 2015년    | JTBC       | 라스트                                | 독사               |          |
| 2015년    | KBS2       | KBS 드라마 스페셜 - 가만히 있으라     | 불곰파 보스 장태수 |          |
| 2014년    | tvN        | 라이어 게임                           | 전영철 / 불독      |          |
| 2014년    | KBS2       | 트로트의 연인                         | 조폭               |          |
| 2014년    | tvN        | 꽃할배 수사대                         | 사채업자 보스      | 특별출연 |
| 2014년    | TV조선     | 불꽃 속으로                           | 다케다             |          |
| 2014년    | KBS2       | 감격시대: 투신의 탄생                 | 불곰               |          |
| 2013년    | JTBC       | 가시꽃                                | 김백춘             |          |
| 2013년    | OCN        | 더 바이러스                           | 강태식             |          |
| 2012년    | KBS1       | 대왕의 꿈                             | 칠숙               |          |
| 2012년    | TV조선     | 한반도                                | 조갑석             |          |
| 2011년    | KBS1       | TV 문학관 - 엄지네                    | 고씨               |          |
| 2011년    | KBS2       | 특별수사대 MSS                        | 지병기             |          |
| 2010년    | KBS2       | 국가가 부른다                         | 마갑성             |          |
| 2010년    | SBS        | 제중원                                | 낭인               |          |
| 2009년    | KBS2       | 천하무적 이평강                       | 춘봉               |          |
| 2008년    | KBS 드라마 | 복권 3인조                            | 오철민 형사        |          |
| 2008년    | KBS1       | 큰 언니                               | 김기태             |          |
| 2008년    | KBS2       | 난 네게 반했어                        | 형철               |          |
| 2008년    | MBC every1 | 환상기담                              |                    |          |
| 2008년    | KBS2       | 태양의 여자                           | 소매치기범         |          |
| 2008년    | SBS        | 온에어                                | 김학선             |          |
| 2007년    | KBS2       | 착한여자 백일홍                       | 유 주임            |          |
| 2006년    | KBS2       | 눈의 여왕                             | 박동필             |          |
| 2005년    | MBC        | 제5공화국                             | 김동겸             |          |
| 2004년    | KBS2       | 낭랑 18세                             | 최계진             |          |
| 2004년    | KBS2       | 아름다운 유혹                         | 창수               |          |
| 2003년    | KBS1       | 무인시대                              | 김척후             |          |
| 2003년    | KBS1       | 분이                                  |                    |          |
| 2002년    | SBS        | 야인시대                              | 권 상사            |          |
| 2002년    | KBS1       | 제국의 아침                           |                    |          |
| 2000년    | KBS2       | 태양은 가득히                         |                    |          |
| 1998년    | KBS2       | 야망의 전설                           | 실미도 훈련병      |          |
| 1997년    | KBS2       | 그대 나를 부를 때                     |                    |          |
| 1996년    | KBS2       | 첫사랑                                | 갑진               |          |
| 1995년    | KBS2       | 젊은이의 양지                         | 양춘식             |          |

### 예능
- tvN 《SNL 코리아》
- SBS 《자기야 백년손님》
- E채널 《별거가 별거냐》
- JTBC 《한끼줍쇼》 게스트
- KBS2 《개그콘서트 - 대화가필요해 1987》 신봉선의 아버지 역 게스트

## CF
- 2010년 해찬들 태양초 고추장
- 2011년 GS SHOP
- 2015년 배달의민족

## 가족 관계
- 배우자 : 김미경
  - 딸 : 이신향 (2000년 ~ )
  - 아들 : 이태건 (2012년 ~ )

## 참조
1. ↑  “보관된 사본”. 2014년 2월 3일에 원본 문서에서 보존된 문서. 2014년 1월 25일에 확인함.
2. ↑  http://news.mk.co.kr/newsRead.php?year=2013&no=1138456